# Kostki (Górowo Iławeckie)
Kostki (deutsch Klein Kohsten) war ein Ort in der polnischen Woiwodschaft Ermland-Masuren. Seine Ortsstelle gehört zur Landgemeinde Górowo Iławeckie (Landsberg) im Powiat Bartoszycki (Kreis Bartenstein), bis 1945 im Kreis Preußisch Eylau in Ostpreußen.

## Geographische Lage
Die Ortsstelle Kostkis liegt im Nordwesten der Woiwodschaft Ermland-Masuren, 17 Kilometer südlich der ehemaligen und heute auf russischem Territorium gelegenen Kreisstadt Preußisch Eylau (russisch Bagrationowsk) bzw. 16 Kilometer westlich der jetzigen Kreismetropole Bartoszyce (deutsch Bartenstein).

## Geschichte
Das seinerzeitige Friedrichswalde wurde Mitte des 18. Jahrhunderts gegründet. Nach 1831 hieß der Ort Kleinkosten, und erst nach 1871 Klein Kohsten. Es handelte sich um ein Vorwerk, das bis 1928 zum Gut Weskeim (polnisch Weskajmy) im ostpreußischen Kreis Preußisch Eylau, Regierungsbezirk Königsberg, gehörte und im Jahre 1910 zehn Einwohner zählte. Als 1928 das Gut Weskeim zu Dixen (polnisch Deksyty) kam, wurde Klein Kohsten eine Ortschaft dieser Gemeinde.
Im Jahre 1945 wurde in Kriegsfolge das gesamte südliche Ostpreußen an Polen abgetreten. Klein Kohsten bekam die polnische Namensform „Kostki“, wurde aber nur spärlich besiedelt und dann verlassen. Der auf diese Weise verwaiste Ort gilt heute als untergegangen. Seine Ortsstelle liegt im Gebiet der Gmina Górowo Iławeckie (Landgemeinde Landsberg) im Powiat Bartoszycki (Kreis Bartenstein), von 1975 bis 1998 der Woiwodschaft Olsztyn, seither der Woiwodschaft Ermland-Masuren zugeordnet.

## Religion
Klein Kohsten war bis 1945 in das evangelische Kirchspiel Eichhorn (polnisch Wiewiórki) in der Kirchenprovinz Ostpreußen der Kirche der Altpreußischen Union eingegliedert, und gehörteaußerdem zur römisch-katholischen Pfarrei Górowo Iławeckie (Landsberg) im damaligen Bistum Ermland.

## Verkehr
Die kaum mehr wahrnehmbare Ortsstelle von Klein Kohsten resp. Kostki ist über einen Landweg von Weskajmy (Weskeim) aus zu erreichen.